# 오 마이 비너스
《오 마이 비너스》는 2015년 11월 16일부터 2016년 1월 5일까지 KBS 2TV에서 방영된 KBS 2TV 월화 미니시리즈이다.

## 줄거리
21세기 비너스에서 고대 비너스(?) 몸매가 되어 버린 여자 변호사와 세계적으로 유명한 헬스트레이너인 남자, 극과 극인 두 남녀가 만나 비밀 다이어트에 도전하면서 내면의 상처를 치유하는 과정을 그린 헬스힐링 로맨틱 코미디

## 등장 인물

### 주요 인물
- 소지섭: 얼굴 없는 헐리우드 스타 트레이너 김영호 / 존킴 역(아역: 이효제)
- 신민아: 선천적 미모로 어린 시절부터 모든 남자들의 로망이었던 살아있는 여신, '대구 비너스' 강주은 / 강변 역
- 정겨운: 고교 시절 최연소 국가대표 수영선수로 발탁되어 1999년 세계청소년수영선수권 1,500M 금메달을 딴 연예인 못지않은 스포츠 스타 임우식 / 임스타 역
- 유인영: 부유한 집안과 명석한 두뇌로 서울대 법대 수석에 조기졸업에 최연소 사시 패스까지 한 오수진 역

### 김영호의 가족들
- 반효정: 아버지에게 의료법인 '가홍'을 물려받았고 현재까지 가홍 회장이자 대주주 이홍임 역
- 최일화: '가홍'의 이사장이자 영호 아버지 김성철 역
- 진경: 영호의 새엄마 최혜란 역
- 이승호: 영호의 배다른 동생 김영준 역(아역: 이지환)
- 김정태: 최혜란의 친오빠 최남철 역

### 강주은의 가족들
- 권기선: 권옥분 역
- 안지훈: 강재혁 역
- 이재이: 은비 역

### 김영호의 주변인물
- 성훈: 장준성 역
- 헨리: 천재와 천진을 넘나드는 하버드대 졸업생 김지웅 (잠깐 존킴, J.KIM)역
- 최진호: 민병욱 역

### 강주은의 주변인물
- 조은지: 이현우 역
- 송유하: 고PD 역
- 권순준: 고민준 역

### 건투 로펌
- 김정석: 사장 역
- 홍윤화: 조현정 역

### 그 외 인물들
- 정혜성: 장이진 역
- 남기애: 제순자 역
- 이동진: 장이진의 매니저 역
- 곽창신: 스토커 역
- 조선묵
- 육진수
- 노수람
- 김익태
- 옥주리
- 정현석
- 김추월
- 황주호
- 이태검
- 홍화리: 어린 영호 찾는 소녀 역[1]
- 장문규
- 구건민: 윤아 역
- 우용희: 민실장 수행원 역

### 특별출연
- 강예빈: 1회 소송 의뢰인 役
- 정한비: 2,3,10회 맞선녀 차선영 役
- 전재형: 5회 (우정출연)
- 황철순: 6회

## 사운드 트랙
| #  | 제목                       | 가수             | 재생 시간 |
| -- | -------------------------- | ---------------- | --------- |
| 1. | 〈Beautiful Lady〉         | 종현             | 3:15      |
| 2. | 〈Darling U〉              | 김태우, 벤       | 3:09      |
| 3. | 〈그런 사람 (Duet Ver.)〉  | 린, 신용재(포맨) | 3:46      |
| 4. | 〈It`s Me〉                | 미               | 3:26      |
| 5. | 〈내가 있을게〉            | 테이             | 4:04      |
| 6. | 〈오 마이 비너스〉         | 스누퍼           | 3:07      |
| 7. | 〈사랑은 그렇게〉          | Kei(러블리즈)    | 4:15      |
| 8. | 〈그런 사람 (Woman Ver.)〉 | 린               | 4:03      |
| 9. | 〈그런 사람 (man Ver.)〉   | 신용재(포맨)     | 4:01      |

## 시청률
아래의 파란색 숫자는 '최저 시청률'이고, 빨간색 숫자는 '최고 시청률'입니다. 시청률조사회사와 지역별로 시청률에 차이가 있을 수 있습니다.
| 2015년      | 2015년      | 2015년         | 2015년       | 2015년         | 2015년       |
| 회차        | 방송일      | TNmS 시청률    | TNmS 시청률  | AGB 시청률     | AGB 시청률   |
| 회차        | 방송일      | 대한민국(전국) | 서울(수도권) | 대한민국(전국) | 서울(수도권) |
| ----------- | ----------- | -------------- | ------------ | -------------- | ------------ |
| 제1회       | 11월 16일   | 7.4%           | 8.6%         | 7.4%           | 8.1%         |
| 제2회       | 11월 17일   | 7.0%           | 8.7%         | 8.2%           | 9.3%         |
| 제3회       | 11월 23일   | 7.4%           | 8.7%         | 8.4%           | 9.5%         |
| 제4회       | 11월 24일   | 8.1%           | 9.9%         | 9.4%           | 10.5%        |
| 제5회       | 11월 30일   | 7.1%           | 7.7%         | 8.8%           | 9.5%         |
| 제6회       | 12월 1일    | 7.9%           | 8.8%         | 9.7%           | 10.7%        |
| 제7회       | 12월 7일    | 6.6%           | 7.4%         | 8.2%           | 8.8%         |
| 제8회       | 12월 8일    | 7.0%           | 8.5%         | 9.4%           | 10.2%        |
| 제9회       | 12월 14일   | 7.2%           | 8.4%         | 8.7%           | 9.5%         |
| 제10회      | 12월 15일   | 7.4%           | 7.8%         | 8.9%           | 9.8%         |
| 제11회      | 12월 21일   | 6.5%           | 7.2%         | 8.4%           | 9.1%         |
| 제12회      | 12월 22일   | 6.7%           | 8.0%         | 8.6%           | 9.5%         |
| 제13회      | 12월 28일   | 6.7%           | 7.4%         | 8.7%           | 8.8%         |
| 제14회      | 12월 29일   | 7.5%           | 8.5%         | 9.9%           | 10.9%        |
| 2016년      |             |                |              |                |              |
| 제15회      | 1월 4일     | 6.7%           | 7.2%         | 8.4%           | 8.9%         |
| 제16회      | 1월 5일     | 7.5%           | 7.4%         | 8.7%           | 9.0%         |
| 평균 시청률 | 평균 시청률 | 7.2%           | 8.1%         | 8.7%           | 9.5%         |

## 수상 경력
- 2015년 KBS 연기대상 베스트 커플상, 남자 최우수상 소지섭
- 2015년 KBS 연기대상 베스트 커플상, 미니시리즈 여자 우수 연기상 신민아
- 2016년 제11회 서울 드라마 어워즈 한류드라마 여자연기자상 신민아

## 동시간대 드라마
- MBC 월화드라마
  - 화려한 유혹(2015년 10월 5일~2016년 3월 22일)
- SBS 월화드라마
  - 육룡이 나르샤(2015년 10월 5일~2016년 3월 22일)